# Ракетний удар по будівлі Харківської ОДА
Атака на будівлю Харківської ОДА — епізод російсько-української війни, що стався 1 березня 2022 року в ході битви за Харків. Російські війська спрямували по будівлі адміністрації дві ракети, що призвело до руйнування правого крила будівлі від даху до підвалу та серйозних пошкоджень інших будівель в районі майдана Свободи. У червні 2022 будівлю ОДА визнано такою, що не підлягає відновленню.
1 квітня 2022 року керівник ОДА Олег Синєгубов повідомив про 29 загиблих, 6 травня 2022 обласна прокуратура — про 31, а 13 листопада 2023 Синєгубов — про 44.
28 серпня 2022 року російська армія обстріляла будівлю знову (за попередніми даними, ракетами С-300 із Бєлгородської області). Одна ракета утворила вирву на площі перед ОДА, друга зруйнувала триповерхову будівлю з протилежного боку ОДА. Жертв не було.

## Список загиблих
1. Володимир Градусов
2. Артур Джхинган
3. Олексій Носов
4. Сергій Тройняк
5. Дар'я Васильєва
6. Олександр Бочарніко
7. Олександр Жирьонок
8. Владислав Жук
9. Артем Певко
10. Матвій Рилов
11. Олександр Шевченко
12. Ельвіра Щемур
13. Сергій Кравченко
14. Валерія Ютіна
15. Дмитро Бражніков
16. Денис Вельма
.
17. Роман Сімонок
18. Олексій Халімулін
19. Сергій Сергієць
20. Богдан Бідило
.
21. Валентин Лихобаба
.
22. Роман Філонов 
.
23. Кирило Осипенко
.
24. Юлія Здановська
.